# Skrwawione ziemie
Skrwawione ziemie: Europa między Hitlerem a Stalinem – książka z 2010 roku autorstwa amerykańskiego historyka Timothy’ego Snydera.

## Treść
Praca jest syntezą dziejów Europy Środkowej i Wschodniej lat 1933–1945. Autor skupia się w narracji na ofiarach – ponad 14 milionach zamordowanych z przyczyn wyłącznie politycznych. Książka została przetłumaczona na wiele języków, spotkała się też z dużą reakcją historyków i publicystów.

## Recenzje w języku polskim
- Stanisław Jankowiak, „Sensus Historiae” 2011, nr 4, s. 163-170.
- Włodzimierz Kalicki, „Gazeta Wyborcza” 2011, nr 125, s. 14.
- Grzegorz Krzywiec, Raport z masowej rzezi, „Znak” 2011, nr 12, s. 111-113.
- Witold Mędykowski, „Łambinowicki Rocznik Muzealny” 34 (2011), s. 161-168.
- Bartłomiej Sienkiewicz, Niema Polska: konsekwencje „Skrwawionych ziem”, „Tygodnik Powszechny” 2011, nr 27, s. 19.
- Andrzej Żbikowski, „Zagłada Żydów. Studia i materiały” 7 (2011), s. 583-594.